# Grand Chess Tour 2019
 Grand Chess Tour 2019 — серія із восьми шахових турнірів. Серія розпочалася 6 травня 2019 року в Абіджані, закінчилася 8 грудня 2019 року підсумковим турніром у Лондоні.
Переможцем підсумкового турніру та серії «Grand Chess Tour 2019» став Дін Ліжень.

## Формат серії GCT 2019

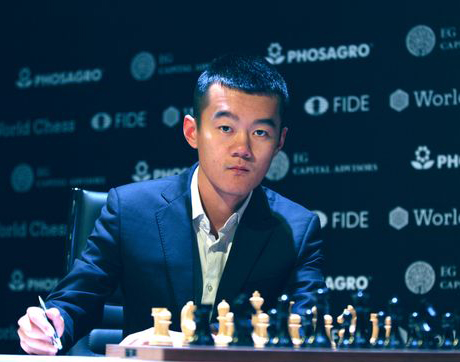
Дін Ліжень — переможець «Grand Chess Tour 2019»

Серія Grand Chess Tour 2019 року складається з восьми окремих турнірів, зокрема: двох турнірів з класичних контролем часу та п'яти турнірів зі швидким та блискавичним контролем часу, а також фінального турніру за участі чотирьох найкращих шахістів за підсумками семи етапів серії. Для участі у серії були запрошені 12 шахістів, які візьмуть участь у двох «класичних» та трьох із п'яти «швидких» турнірах. Крім того, будуть залучені ще 14 шахістів для участі у «швидких» турнірах.

### Розподіл очок та призових
Загальний призовий фонд серії Grand Chess Tour 2019 складає 1 750 000 $, зокрема:
| Місце | Очки              | Очки                 | Призові           | Призові              | Призові        |
| Місце | Класика (за етап) | Рапід/бліц (за етап) | Класика (за етап) | Рапід/бліц (за етап) | Фінальний етап |
| ----- | ----------------- | -------------------- | ----------------- | -------------------- | -------------- |
| 1     | 18/20*            | 13/12*               | 90 000 $          | 37 500 $             | 150 000 $      |
| 2     | 15                | 10                   | 60 000 $          | 25 000 $             | 100 000 $      |
| 3     | 12                | 8                    | 40 000 $          | 20 000 $             | 50 000 $       |
| 4     | 10                | 7                    | 30 000 $          | 15 000 $             | 50 000 $       |
| 5     | 8                 | 6                    | 20 000 $          | 12 500 $             |                |
| 6     | 7                 | 5                    | 17 000 $          | 10 000 $             |                |
| 7     | 6                 | 4                    | 15 000 $          | 7 500 $              |                |
| 8     | 5                 | 3                    | 13 000 $          | 7 500 $              |                |
| 9     | 4                 | 2                    | 10 000 $          | 7 500 $              |                |
| 10    | 3                 | 1                    | 10 000 $          | 7 500 $              |                |
| 11    | 2                 |                      | 10 000 $          |                      |                |
| 12    | 1                 |                      | 10 000 $          |                      |                |
|       |                   | Всього за етап       | 325 000 $         | 150 000 $            | 350 000 $      |
|       |                   | Разом                | 650 000 $         | 750 000 $            | 350 000 $      |

- У разі одноосібної перемоги на етапі нараховується 20 очок (класика) та 13 очок (швидкі шахи), у разі визначення переможця турніру на тай-брейку нараховується відповідно 18 та 12 очок.

### Формат та контроль часу
Класичні шахи — 130 хвилин з додаванням 30 секунд на хід, починаючи з першого. Одноколовий турнір за участі 12 шахістів.
Швидкі шахи — 25 хвилин з додаванням 10 секунд на хід, починаючи з першого. Одноколовий турнір за участі 10 шахістів.
Блискавичні шахи — 5 хвилин з додаванням 3 секунд на хід, починаючи з першого. Двоколовий турнір за участі 10 шахістів.

## Учасники
Для участі в серії Grand Chess Tour були відібрані 12 шахістів на постійній основі, зокрема:
| Шахіст              | Країна      | Вік | Рейтинг URS (місце) | Рейтинг ФІДЕ, класика (місце) | Спосіб кваліфікації                                                   |
| ------------------- | ----------- | --- | ------------------- | ----------------------------- | --------------------------------------------------------------------- |
| Магнус Карлсен      | Норвегія    | 28  | 2859 (1)            | 2835 (1)                      | Рейтинг URS (Universal Rating System)                                 |
| Хікару Накамура     | США         | 31  | 2806 (2)            | 2749 (16)                     | Grand Chess Tour 2018                                                 |
| Максим Ваш'є-Лаграв | Франція     | 28  | 2796 (3)            | 2780 (6)                      | Grand Chess Tour 2018                                                 |
| Фабіано Каруана     | США         | 26  | 2794 (4)            | 2828 (2)                      | Grand Chess Tour 2018                                                 |
| Шахріяр Мамед'яров  | Азербайджан | 31  | 2792 (5)            | 2817 (3)                      | Рейтинг URS                                                           |
| Дін Ліжень          | КНР         | 26  | 2788 (6)            | 2813 (4)                      | Рейтинг URS                                                           |
| Левон Аронян        | Вірменія    | 36  | 2782 (7)            | 2767 (10)                     | Рейтинг URS                                                           |
| Веслі Со            | США         | 25  | 2779 (8)            | 2765 (11)                     | Рейтинг ФІДЕ, класика (середній за 12 місяців станом на 1.01.2019 р.) |
| Ян Непомнящий       | Росія       | 28  | 2778 (9)            | 2763 (16)                     | персональне запрошення                                                |
| Сергій Карякін      | Росія       | 29  | 2776 (10)           | 2753 (15)                     | заміна (через відмову Крамника), рейтинг ФІДЕ                         |
| Аніш Гірі           | Нідерланди  | 24  | 2765 (14)           | 2783 (5)                      | Рейтинг ФІДЕ, класика (середній за 12 місяців станом на 1.01.2019 р.) |
| Вішванатан Ананд    | Індія       | 49  | 2761 (16)           | 2773 (8)                      | Рейтинг ФІДЕ, класика (середній за 12 місяців станом на 1.01.2019 р.) |

- Рейтинги станом на 01.01.2019 року[2][3].

Кожен з цих 12 шахістів візьме участь в обох класичних і трьох швидких етапах. Вайлд-кард на різних стадіях серії Grand Chess Tour 2019 отримають ще 14 гравців.

## Список турнірів
| № з/п | Місто     | Країна          | Дата                     | Формат партій                  | Переможець          |
| ----- | --------- | --------------- | ------------------------ | ------------------------------ | ------------------- |
| 1     | Абіджан   | Кот-д'Івуар     | 6 — 13 травня            | рапід/бліц                     | Магнус Карлсен      |
| 2     | Загреб    | Хорватія        | 24 червня — 9 липня      | класика                        | Магнус Карлсен      |
| 3     | Париж     | Франція         | 26 липня — 2 серпня      | рапід/бліц                     | Максим Ваш'є-Лаграв |
| 4     | Сент-Луїс | США             | 8 — 15 серпня            | рапід/бліц                     | Левон Аронян        |
| 5     | Сент-Луїс | США             | 16 — 30 серпня           | класика                        | Дін Ліжень          |
| 6     | Бухарест  | Румунія         | 6 — 10 листопада         | рапід/бліц                     | Левон Аронян        |
| 7     | Колката   | Індія           | 22 — 26 листопада        | рапід/бліц                     | Магнус Карлсен      |
| 8     | Лондон    | Велика Британія | 30 листопада — 10 грудня | фінальний нокаут (4 найкращих) | Дін Ліжень          |

## Залік серії Grand Chess Tour 2019
|    | Шахіст                | Абіджан | Загреб | Париж | Сент-Луїс | Сент-Луїс | Бухарест | Колката | Сума очок | Лондон  | Сума призових |
| -- | --------------------- | ------- | ------ | ----- | --------- | --------- | -------- | ------- | --------- | ------- | ------------- |
| 1  | Дін Ліжень            | 6       | 7      |       | 8,3       | 16,5      |          | 6       | 43,8      | Gold    | $294,833      |
| 2  | Максим Ваш'є-Лаграв   | 9       | 3      | 13    | 8,3       | 3,5       |          |         | 36,8      | Silver  | $200,000      |
| 3  | Магнус Карлсен        | 13      | 20     |       | 5         | 16,5      |          | 13      | 67,5      | Bronze  | $302,500      |
| 4  | Левон Аронян          |         | 11     |       | 13        | 1,5       | 11       | 1       | 37,5      | 4 місце | $161,250      |
| 5  | Сергій Карякін        | 3,5     | 5      |       | 6         | 11        | 11       |         | 36,5      |         | $99,250       |
| 6  | Вішванатан Ананд      |         | 3      | 10    |           | 11        | 8        | 4       | 36        |         | $97,500       |
| 7  | Веслі Со              | 7       | 15     |       |           | 1,5       | 2,5      | 7,5     | 33,5      |         | $110,000      |
| 8  | Ян Непомнящий         | 3,5     | 7      | 7,5   |           | 6,5       |          | 5       | 29,5      |         | $68,583       |
| 9  | Хікару Накамура       | 9       | 1      | 4     |           | 3,5       |          | 10      | 27,5      |         | $75,000       |
| 10 | Фабіано Каруана       |         | 11     | 5     | 3         | 6,5       | 1        |         | 26,5      |         | $76,250       |
| =  | Аніш Гірі             |         | 7      | 1     |           | 6,5       | 4,5      | 7,5     | 26,5      |         | $67,333       |
| 12 | Шахріяр Мамед'яров    |         | 3      | 3     | 1         | 6,5       | 2,5      |         | 16        |         | $48,750       |
|    | Юй Ян'ї               |         |        |       | 8,3       |           |          |         | 8,3       |         | $20,000       |
|    | Олександр Грищук      |         |        | 7,5   |           |           |          |         | 7,5       |         | $17,500       |
|    | Ле Куанг Льєм         |         |        |       |           |           | 7        |         | 7         |         | $15,000       |
|    | Ян-Кшиштоф Дуда       |         |        | 6     |           |           |          |         | 6         |         | $12,500       |
|    | Антон Коробов         |         |        |       |           |           | 6        |         | 6         |         | $12,500       |
|    | Вей І                 | 5       |        |       |           |           |          |         | 5         |         | $10,000       |
|    | Владислав Артєм'єв    |         |        |       |           |           | 4,5      |         | 4,5       |         | $8,750        |
|    | Ріхард Раппорт        |         |        |       | 4         |           |          |         | 4         |         | $7,500        |
|    | Пентала Харікрішна    |         |        |       |           |           |          | 2,5     | 2,5       |         | $7,500        |
|    | Відіт Сантош Гуджраті |         |        |       |           |           |          | 2,5     | 2,5       |         | $7,500        |
|    | Веселин Топалов       | 2       |        |       |           |           |          |         | 2         |         | $7,500        |
|    | Данило Дубов          |         |        | 2     |           |           |          |         | 2         |         | $7,500        |
|    | Леньєр Домінгес Перес |         |        |       | 2         |           |          |         | 2         |         | $7,500        |
|    | Бассем Амін           | 1       |        |       |           |           |          |         | 1         |         | $7,500        |